# 芦潮港站
芦潮港站，又称芦潮港中心站，是浦东铁路上的一个货运站和曾经的客运站（于2015年8月27日停止办理客运业务），也是浦东铁路的一期终点站，位于中华人民共和国上海市浦东新区南汇新城镇芦潮港镇社区，距属于浙江省舟山市洋山镇的洋山深水港32公里，距属于上海市浦东新区祝桥镇的上海浦东国际机场37公里，距离长宁区和闵行区共管的虹桥国际机场80公里。2005年12月1日投入运营，是中华人民共和国第一个铁路集装箱中心站，属于洋山海关的保税港监管区内。

## 运营状况
芦潮港站在停止办理客运业务前每天有2对往来上海南站的旅客列车K8351/8352、K8353/8354次列车经停，该2对列车亦停靠现不办理客运业务的海湾站。但缘于离危险品贮藏仓库的距离过近，芦潮港中心站自2015年8月27日起暂停开行客运列车。
现时已经作为货运站使用的芦潮港站，其每周有上海开往多地的集装箱货运列车班列，例如：安徽省合肥市、江西省南昌市、江苏省苏州市等市。由于中国铁路运力严重不足，导致洋山深水港仅有0.4%的集装箱需要通过铁路运输来减负。
芦潮港集装箱中心站至南翔编组站货运交路，使用上海调小车间的东风4B型内燃机车，2024年初每日开行11对，至2025年3月达到每日18对。

## 交通
周边交通线路包括南临专线、申港3路、新临专线、芦潮港1路、浦东29路。